# Greensburg, Louisiana
Greensburg är administrativ huvudort i Saint Helena Parish i Louisiana. Vid 2010 års folkräkning hade Greensburg 718 invånare.